# Rasbora amplistriga
Rasbora amplistriga és una espècie de peix cipriniforme de la família dels ciprínids que es troba a la conca del riu Mekong a Laos i Cambodja. També és present al sud-est de Tailàndia.
Els mascles poden assolir els 3,4 cm de longitud total.